# Michael Sars
Michael Sars (30. srpna 1805 Bergen – 22. října 1869 Christiania) byl norský mořský biolog, profesor zoologie a teolog.

## Život
Michael Sars se narodil v Bergenu v Norsku. V letech 1818–1823 studoval na bergenské katedrální škole. Od roku 1823 studoval přírodopis a teologii na Královské Fredrikově univerzitě a studium dokončil jako kandidát teologie v roce 1828. Několik let učil na různých školách, nejprve v Christianii (dnešní Oslo) a poté v Bergenu. V roce 1831 byl jmenován vikářem v Kinnu na severozápadním pobřeží Norska; 8 let později přešel do Mangeru, severně od Bergenu. V roce 1854 byl jmenován profesorem zoologie na univerzitě, kde působil po zbytek svého života. Zemřel v roce 1869. V roce 1831 se oženil s Maren Welhaven, sestrou epického básníka Welhavena, měli spolu 7 dcer a 7 synů. Jeho syn Johan Ernst byl profesor historie, syn Georg Ossien byl mořský biolog a profesor zoologie, jeho dcera Eva byla zpěvačka a provdala se za Fridtjofa Nansena.

## Dílo
Michael Sars vydal svou první publikaci v roce 1829 – Bidrag til Søedyrenes Naturhistorie (Příspěvky k přírodopisu mořských živočichů); druhá následovala v roce 1835 – Beskrivelser og Iagttagelser over nogle mærkelige eller nye i Havet ved den Bergenske Kyst levende Dyr af Polypernes, Acalephernes, Radiaternes, Annelidernes og Molluskernes Classer (Popisy a pozorování pozoruhodných nebo nových živočichů nalezených na pobřeží Bergenu, patřících k…). Tato publikace zaznamenala mezinárodní ohlas, na základě toho Sars obdržel stipendium norského parlamentu a dostal možnost odcestovat v roce 1837 do Paříže, Bonnu, Frankfurtu, Lipska, Drážďan, Prahy a Kodaně. Dále vydal rozsáhlé dvousvazkové dílo pod titulem Fauna Littoralis Norvegiae. V těchto publikacích Sars popisuje nové taxony, což byla obvyklá činnost vědců jeho doby, ale zároveň popsal životní cyklus, rozmnožování, trofické vztahy, chování a geografické rozšíření. Britský zoolog Edward Forbes vydal řadu biogeografických článků, ve kterých tvrdil, že v hloubce větší než 300 fathom (550 m) nežijí žádní živočichové – Forbesova nulová hranice života. Michael Sars a jeho spolupracovníci napsali řadu zpráv vydaných v norských časopisech, kde poznamenali přítomnost několika taxonů v norských fjordech v hloubkách až 450 fathom (820 m). Po jedné ze svých expedic Sars popsal první stopkovitou lilijici (Crinoidea) – Rhizocrinus lofotensis. Tento nález podnítil akademické kruhy k zájmu o hlubokomořské výzkumy a předznamenal expedice Challengeru a dalších podobných podniků ve světě. Byl prvním, kdo popsal přisedlé fáze medúzovců (Scyphozoa), a zaznamenal vývoj měkkýšů z volně plovoucích larev. Po expedici u norských břehů v roce 1849, navštívil Sars v roce 1851 Terst a v zimě 1852–1853 Neapol a Messinu. V roce 1851 byl přijat do rady Bergenského muzea.
Michael Sars byl jedním z posledních velkých taxonomů – zoologů, kteří víceméně úspěšně kategorizovali organizmy ve všech důležitějších živočišných skupinách. Michael Sars popsal fosilie z norských nalezišť, z toho je patrný jeho širší zájem o poznání druhů. Sars byl osloven norským parlamentem, aby biologicky zkoumal rybářské oblasti norského pobřeží se zaměřením na sledě a tresky. S výzkumy začal, ale zastihla jej smrt, některé z těchto již téměř dokončených prací vydal posmrtně jeho syn – Georg Ossian Sars.

## Publikace
- Michael Sars. Beskrivelser og iagttagelser over nogle mærkelige eller nye i Havet ved den Bergenske Kyst levende Dyr af polypernes, acalephernes, radiaternes, annelidernes, og molluskernes classer. [s.l.]: Thorstein Hallagers forlag, 1835. Dostupné online. (norsky)
- Michael Sars. Bemærkninger over det Adriatiske Havs Fauna sammenlignet med Nordhavets. Nyt magazin for naturvidenskaperne. 1853, čís. 7, s. 367–397. (norsky)
- Michael Sars. Bidrag til Kundskapen om Middelhavets Littoral-Fauna. Nyt magazin for naturvidenskaperne. 1855/56, čís. 9 a 10. Dostupné online. (norsky)
- Michael Sars. Oversigt af Norges echinodermer. [s.l.]: Utgitt av Vidensk.selsk. Christiania, 1861. Dostupné online. (norsky) Videreføring av arbeidet til Johan Koren, 1846.
- Michael Sars. Om de i Norge forekommende fossile Dyrelevninger fra Qvartærperioden. Et Bidrag til vor Faunas Historie. [s.l.]: Brøgger & Christies Bogtrykkeri, 1865. Dostupné online. (norsky) 134 stran.
- Michael Sars. Fortsatte bemærkninger over det dyriske livs udbredning i havets dybder. [s.l.]: Særtrykk av Vidensk.-Selsk. Forhandlinger, 1868. Dostupné online. (norsky)
- Michael Sars. Mémoires pour servir à la connaissance des crinoïdes vivants. [s.l.]: Brøgger & Christie, Christiania, 1868. Dostupné online. (francouzsky)
- Michael Sars. Christianiafjordens fauna. [s.l.]: Johan Dahl, Chr., 1870. Dostupné online. (norsky) 114 stran. Publikováno posmrtně «Efter Forfatterens efterladte manuskripter samlet og udgivet af hans Søn G. O. Sars».
- Digitalt tilgjengelig arkivmateriale, Digitaliserte bøker av Sars og om Sars na Nasjonalbiblioteket.

## Ocenění
V roce 1855 byl zvolen členem Královské švédské akademie věd. Obdržel čestné doktoráty od univerzit v Curychu (1846) a Berlíně. V Norsku je považován za největšího norského zoologa. Je po něm pojmenována ulice Sars' gate v Oslo a Michael Sars gate ve Florø a Stavengeru.

## Taxony
World Register of Marine Species (WoRMS) uvádí 260 mořských druhů popsaných Michaelem Sarsem.